# زبان‌های رامو
زبان‌های رامو خانواده‌ای متشکل از سی زبان در شمال پاپوآ گینه نو هستند. آن‌ها توسط جان زگراگن در سال ۱۹۷۱ به عنوان یک خانواده شناسایی شدند و ارتباط آن‌ها با زبان‌های سپیک دو سال بعد توسط دونالد لایکاک برقرار شد. مالکوم راس (۲۰۰۵) آن‌ها را به عنوان یکی از شاخه‌های یک خانواده زبان رامو-سپیک پایین دسته‌بندی می‌کند. زگراگن زبان‌های یوات را نیز در این خانواده گنجانده بود اما این امروزه مورد پذیرش نیست.
هنوز هیچ دستور زبان جامعی برای هیچ‌یک از زبان‌های رامو در دسترس نیست و این خانواده از این نظر یکی از ضعیف‌ترین گروه‌های زبانی در حوزه رامو-سپیک هستند.

## زبان‌ها
زبان‌های رامو مطابق دسته‌بندی آشر به شرح زیر هستند:
زبان‌های رودهای رامو و کرام
- رود کرام
  - کامبوت–آمباکیچ
  - مونگول–سانگام
- رود رامو
  - بانارو
  - رودهای گوام و موام
    - رود گوام
    - رود موام
    - پوراپورا

  - رود رامو پایین
    - ساحل رامو
    - محدوده روبونی

  - رود رامو میانه